# Монро Сити (Индијана)
Монро Сити (енгл. Monroe City) град је у америчкој савезној држави Индијана.

## Демографија
По попису из 2010. године број становника је 545, што је 3 (-0,5%) становника мање него 2000. године.
| Група             | 2000.       | 2010.       |
| Белци             | 543 (99,1%) | 537 (98,5%) |
| Афроамериканци    | 1 (0,2%)    | 3 (0,6%)    |
| Азијати           | 0 (0,0%)    | 0 (0,0%)    |
| Хиспаноамериканци | 2 (0,4%)    | 4 (0,7%)    |
| Укупно            | 548         | 545         |